# ذاكرة لمسية
الذاكرة اللمسية هي أحد أنواع الذاكرة الحسية المتعلقة بمحفزات اللمس. تُستخدم الذاكرة اللمسية بانتظام عند تقييم القوى اللازمة لِلمس أو لِمسك الأشياء المألوفة والتفاعل معها. قد تؤثر أيضًا على تفاعلات المرء مع أشياء جديدة ذات حجم وكثافة متشابهة. على غرار الذاكرة المرئية الأيقونية، فإن آثار المعلومات المكتسبة عن طريق اللمس تكون قصيرة الأمد وعرضة للانحلال بعد ثانيتين تقريبًا. الذاكرة اللمسية هي الأفضل للمنبهات المطبقة على مناطق الجلد الأكثر حساسية للمس. يتضمن اللمس نظامين فرعيين على الأقل؛ الجلد، واستقبال الحس العميق.